# Antifonie
Antifonie is een wisselzang tussen twee of meerdere groepen zangers in dezelfde ruimte. Bijvoorbeeld de interactie tussen solist en drummer of voorzanger en groep. Er kan contrast zijn in volume, toonhoogte, timbre etc. Soms improviseert de solist grotendeels, waarna de groep dezelfde tekst herhaalt. 
Antifonie vind je niet alleen in kerkelijke gezangen, maar ook in verschillende worksongs.